# のっぺらぼう

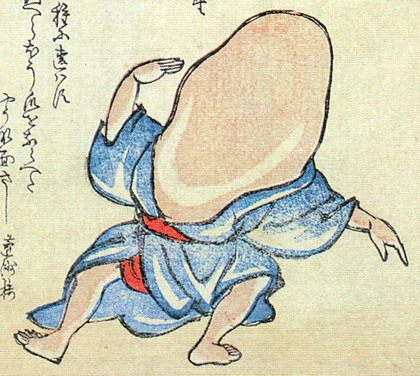
竜斎閑人正澄画『狂歌百物語』より「のっぺらぼう」

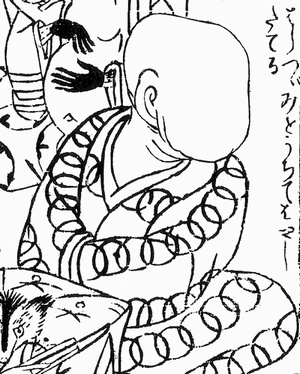
黄表紙『妖怪仕内評判記（ばけものしうちひょうばんき）』に描かれたのっぺらぼう。恋川春町作画。

水木しげるロードに設置されている「のっぺらぼう」のブロンズ像

のっぺらぼう（野箆坊）は、顔に目・鼻・口の無い日本の妖怪。また、転じて凹凸が（ほとんど）ない平らな状態を形容する言葉。

## 概要
外見は人に近いが、その顔には目・鼻・口がないという日本の妖怪である。古くから落語や講談などの怪談や妖怪絵巻に登場してきた比較的有名な妖怪であり、小泉八雲の『怪談』の「貉（ムジナ、MUJINA）」に登場する妖怪としても知られる。また、しばしば本所七不思議の一つ『置行堀』と組み合わされ、魚を置いて逃げた後にのっぺらぼうと出くわすという展開がある。妖怪としての害は人を驚かすことだけで、それ以上の危害を与えるような話は稀だが、小泉八雲の作品由来と考えられるが、話の筋立てとして「再度の怪」という落ちがよく用いられる。
これも八雲の怪談「狢」の表題が由来との説があるが、しばしば物語ではタヌキやキツネ、ムジナといった人を化かすという伝承がある動物がのっぺらぼうの正体としてあてられることもある。また、肉塊の妖怪「ぬっぺふほふ」と同一視されたり、それが伝承の中で変化したという説もある。

## のっぺらぼうが登場する話
明和4年（1767年）の怪談集『新説百物語』には、京都の二条河原（京都市中京区二条大橋付近）に、顔に目鼻や口のない化け物「ぬっぺりほう」が現れ、これに襲われた者の服には太い毛が何本も付着していたという、何らかの獣が化けていたことを髣髴させる描写がある。しかし正体が不明の場合もあり、寛文3年（1663年）の奇談集『曽呂利物語』では、京の御池町（現・京都市中京区）に身長7尺（約2.1メートル）ののっぺらぼうが現れたとあるが、正体については何も記述がない。民間伝承においては大阪府、香川県の仲多度郡琴南町（現・まんのう町）などに現れたと伝えられている。

### 小泉八雲の「貉」

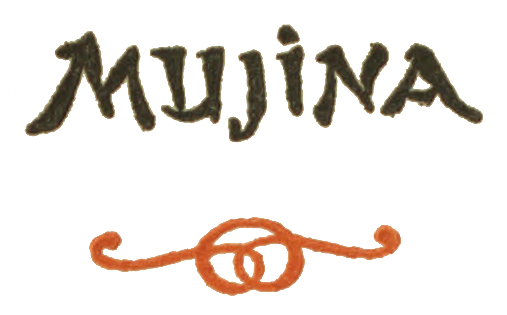

以下は小泉八雲の「貉」のあらすじであるが、作中に「のっぺらぼう」という言葉は登場しない。
江戸は赤坂の紀伊国坂は、日が暮れると誰も通る者のない寂しい道であった。ある夜、一人の商人が通りかかると若い女がしゃがみこんで泣いていた。心配して声をかけると、振り向いた女の顔には目も鼻も口も付いていない。驚いた商人は無我夢中で逃げ出し、屋台の蕎麦屋に駆け込む。蕎麦屋は後ろ姿のまま愛想が無い口調で「どうしましたか」と商人に問い、商人は今見た化け物のことを話そうとするも息が切れ切れで言葉にならない。すると蕎麦屋は「こんな顔ですかい」と商人の方へ振り向いた。蕎麦屋の顔もやはり何もなく、驚いた商人は気を失い、その途端に蕎麦屋の明かりが消えうせた。全ては狢が変身した姿だった。

### 置行堀との組み合わせ
（置行堀の話が展開され、魚を置いて逃げた後）
釣り人が息を切らして置行堀から逃げ出すと、蕎麦屋の屋台を見つける。蕎麦屋の主人は何か作業をしてこちらに背を向けており、顔はわからない。釣り人は恐ろしいことがあったと堀での出来事を話すが、蕎麦屋の主人はまったく驚かず、振り向いた顔には目も鼻も口もなかった。再び驚いた釣り人は今度は自宅に飛んで帰ると、何か作業をして後姿の女房は何をそんなに急いでいるかと聞く。息も絶え絶えに女房にのっぺらぼうにあったと話すと、女房はこちらに振り向き「こんな顔だったか」と目も鼻も口もない顔を見せる。驚いた釣り人は気絶した。

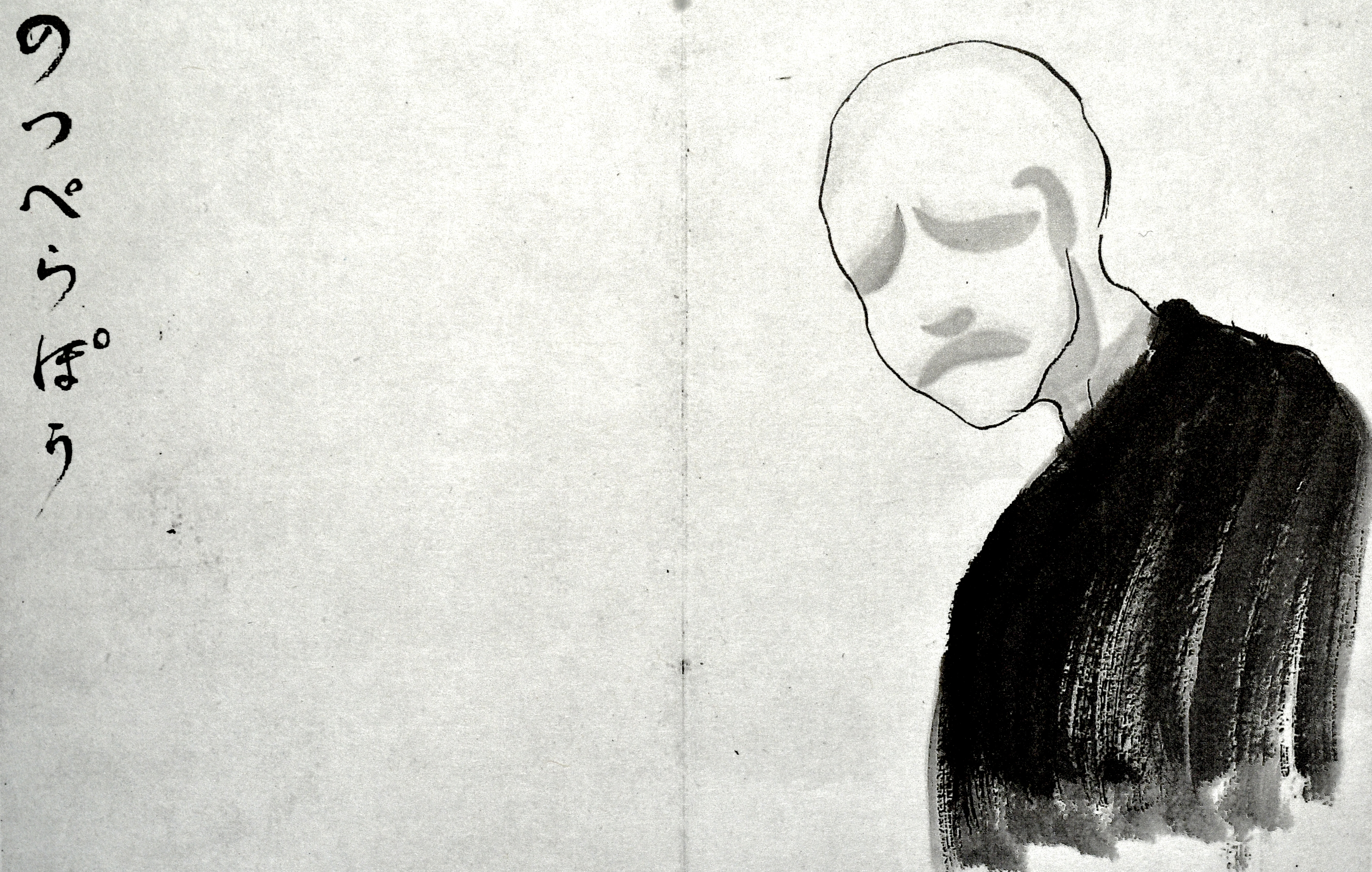
芥川龍之介『化物帖』に描かれたのっぺらぼうの図。

### 中国ののっぺらぼう
紀昀の『閲微草堂筆記』に、ある男が主人の言いつけでお茶を取りに行き、庭の木の影に若き娘が立っていて、男が話しかけようとしたとたんに娘が振り返り、その顔は真っ白で、目も鼻も口もなかった、とある。『夜譚随録』に見える「紅衣婦人」という一篇ものっぺらぼうの話である。西安門内の西十庫で酒を飲んでいた男たちの内の一人が放尿に行くと、紅い衣装を来た女が地にかがみ込んでおり、男がからかい後ろから抱きついて女の顔を見ると、豆腐のように白く顔があいまいであった、とある。

### 篠山の怪談七不思議「土手裏のおちょぼ」
兵庫県篠山町（現在の丹波篠山市の一部）に伝わる怪談の2つめに、のっぺらぼうの少女（おちょぼ）が登場する「土手裏のおちょぼ」がある。俗に土手裏と呼ばれた藪の小道を夜に通ると、おかっぱ頭のおちょぼに遭遇する。声をかけると振り返り、その顔には目も鼻もない。

## 再度の怪
「むじな」は、二度にわたって人を驚かせるという筋立ての怪談の典型であるが、これは「再度の怪」と呼ばれ、他にも「朱の盆｣や「大坊主」などの話がある。巌谷小波による『大語園』などでは、のっぺらぼうはずんべら坊（ずんべらぼう）の名で記述されており、津軽弘前の怪談として、同様にずんべら坊に遭った者が、知人宅へ駆け込むと、その知人の顔もまたずんべら坊だったという話がある。このような「再度の怪」の怪談は、中国古典の『捜神記』にある「夜道の怪」の影響によるものとされる。
南方熊楠は、『兼山記』に、「久々利城城主　土岐三河守」が悪五郎と称した若いころ、久々利山を夜中に、狩猟のため分け入った際、「長(身長)1丈ばかりの山伏」に遭遇し、組み伏せたところ消えたのでそのまま下山し長保寺で住持(僧)に次第を語ると、僧侶が手を打ち、それはこのようなという間に屋内から「鼻も目もない白瓜のごとき顔のもの限りなく出で来る」ため卒倒したという話があり、これがハーンの『狢』における「いずれも顔が卵のように目鼻口ともになかった」という描写の「焼き直しであろう」としている。

## 類例

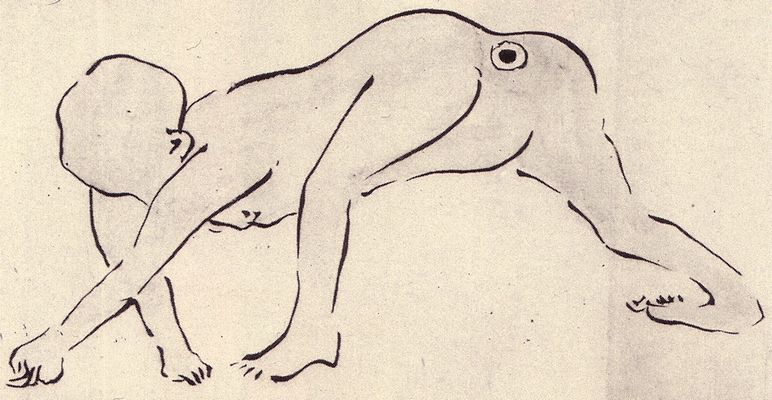
与謝蕪村『蕪村妖怪絵巻』より「ぬっぽり坊主」

ぬっぽり坊主（ぬっぽりぼうず）
与謝蕪村の『蕪村妖怪絵巻』にあるのっぺらぼう。京都市の帷子辻に現れたとされ、雷のようにひかる目が尻についているのが特徴。水木しげるの著作などでは「尻目」と表記され、人に会うと服を脱いで全裸になると解説されている。
白坊主、黒坊主、ぬっぺふほふ
各項目を参照。
目も鼻もない女鬼（めおに）
名前については不明だが、『源氏物語』「手習」の記述に、「昔いたという目も鼻もない女鬼（めおに）～」といった記述があり、のっぺらぼうの源流と見られる妖怪の存在（顔のない鬼）が古代末から言い伝えられていたことが分かる（少なくとも平安時代中期の近畿圏でそうした怪異が知られていた）。記述の内容からも当時は口があったものとみられる。
時代は下って、『遠野物語』内の記述にも、「旅人が目鼻もないのっぺりとした子供に赤頭巾をかぶせたのを背中におぶって通りかかった」とあり、のっぺらぼうの伝承には、口のあるタイプがあり、このことからも西日本から東北地方にかけて、のっぺらぼうの類は、目鼻がないとしか記述されていないことが分かる。
お歯黒べったり
外観は前述の目も鼻もない女鬼に類似するが、関係は不明。
ケナシコルウナルペ
アイヌに伝わる妖怪。前述の目鼻もないタイプとは異なり、目と口がなく、鼻のみの怪女で、顔面は黒いとされる。

## 比喩
凹凸がなく、すべすべした物体（卵など）の形容にも用いられる。また、自分の考えや主義主張を持たない無個性な人物の形容にも用いられることがある。